# Babka głębokowodna
Babka głębokowodna (Pomatoschistus norvegicus) – gatunek ryby okoniokształtnej z rodziny babkowatych (Gobiidae). Może krzyżować się z Pomatoschistus lozanoi.

## Występowanie
Atlantyk od Lofotów po kanał La Manche oraz Morze Śródziemne.
Występuje na głębokości 18–325 m nad dnem mulistym bądź pokrytym muszlami.

## Cechy morfologiczne
Osiąga 8 cm długości. Tylna część pierwszej płetwy grzbietowej pokryta łuskami. Brak łusek na piersi. W płetwach piersiowych 16–18 promieni.
Z tyłu pierwszej płetwy grzbietowej ciemna plamka.